# Amsterdam als homohoofdstad

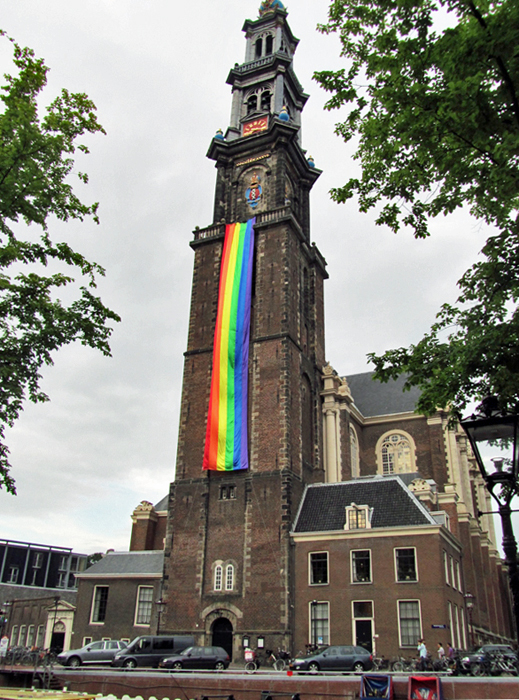
Reusachtige regenboogvlag hangend aan de Westertoren tijdens de Amsterdam Gay Pride 2012

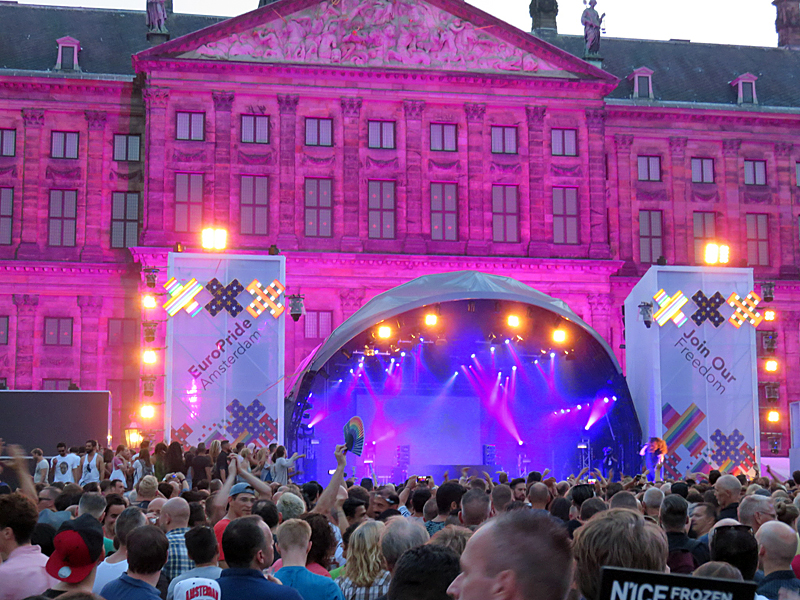
Feest op de Dam en met het paleis roze verlicht in het kader van de EuroPride 2016

Amsterdam als homohoofdstad beschrijft hoe Amsterdam in de tweede helft van de 20e eeuw enkele decennia lang als de 'homohoofdstad', oftewel Gay Capital, van Europa gold. Door een liberaal politiek klimaat, een pragmatische houding van de gemeente en het feit dat één op de zeven bewoners van het oude stadscentrum homoseksueel is, werd de homocultuur in Amsterdam prominent zichtbaar.
Zo waren er rond 2010 in totaal meer dan honderd voorzieningen, zoals cafés, discotheken, winkels en organisaties, die zich speciaal op homoseksuele mannen en vrouwen richtten. Mijlpalen waren de oprichting van het COC in 1946, de bloei van de homohoreca in de jaren tachtig en negentig, het Homomonument uit 1987, de Amsterdam Gay Pride sinds 1996, de Gay Games van 1998 en de sluiting van het eerste homohuwelijk in 2001.

## Maatschappelijke emancipatie
In Nederland begon de maatschappelijke homo-emancipatie niet in Amsterdam, maar in Den Haag, waar jhr. Jacob Schorer in 1912 het Nederlandsch Wetenschappelijk Humanitair Komitee (NWHK) oprichtte. Dat was de eerste Nederlandse homo-organisatie, die met name streed tegen de wettelijke discriminatie van homoseksuelen. Wel werd in 1932 in Amsterdam, in homocafé Bob's Bar-Bodega in de Nes, door Johan Ellenberger een eerste nummer van een homotijdschrift onder de naam Wij uitgebracht en de oprichting van een homo-organisatie voorbereid. Een grootscheepse politie-inval op 15 september 1932 maakte hier echter direct een eind aan.
Als opvolger van het in 1940 opgeheven NWHK werd op 7 december 1946 in Amsterdam door Niek Engelschman (alias Bob Angelo), Jaap van Leeuwen en Jo van Dijk de Shakespeare Club opgericht. Aanvankelijk nog verkapt als literatuurgezelschap is dit de oudste nog bestaande vereniging van homoseksuelen ter wereld. Deze club werd in 1949 omgedoopt tot Cultuur- en Ontspannings Centrum (C.O.C.) en heet sinds 1971 officieel Nederlandse Vereniging tot Integratie van Homoseksualiteit COC.

### Omslag bij het COC
In de eerste decennia stond de integratiegedachte centraal: homo's moesten zich niet afzonderen van de samenleving, maar zich aanpassen aan hun heteroseksuele omgeving. Pas sinds midden jaren 70 ging het COC meer een eigen plaats voor homoseksuelen opeisen, naast die van heteroseksuelen met behoud van de eigen identiteit.
Aanvankelijk was het COC dan ook geen voorstander van een demonstratieve Gay Pride Parade naar voorbeeld van die in New York. Mede daarom vond in Amsterdam pas in 1977 de eerste grote homodemonstratie plaats, niet vanwege de binnenlandse situatie, maar uit internationale solidariteit en met name tegen de antihomo-campagne van de Amerikaanse puritiste Anita Bryant. Dit werd een jaarlijks evenement, dat sinds 1979 Roze Zaterdag heet. Vanaf 1981 vond deze echter niet meer in Amsterdam plaats, maar elk jaar in een andere stad en kreeg toen ook thema's die betrekking hebben op de Nederlandse samenleving.

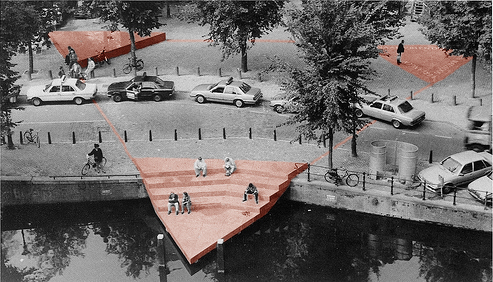
Bewerkte overzichtsfoto van het Homomonument bij de Westerkerk.

Wel had op 4 mei 1970, tijdens de Nationale Dodenherdenking op de Dam, al een kleine homodemonstratie plaatsgevonden. Twee leden van de Amsterdamse Jongeren Aktiegroepen Homoseksualiteit (AJAH) probeerden toen een krans te leggen ter herdenking van homoseksuele oorlogsslachtoffers, maar werden daarbij gearresteerd. Dit incident was aanleiding tot de oprichting van een eigen monument ter herdenking van alle homoseksuelen die zijn vervolgd vanwege hun geaardheid en om homoseksuele mannen en vrouwen te inspireren en te steunen in hun strijd voor erkenning, en tegen onderdrukking en discriminatie.

### Homostudies
In 1978 werd door Jim Holmes, met steun van gemeenteraadslid Annemarie Grewel, aan de Universiteit van Amsterdam als eerste in Europa, een werkgroep homostudies opgezet, die van 1984 t/m 2017 geleid werd door Gert Hekma, waarbij Dorelies Kraakman sinds 1987 de lesbische studies voor haar rekening nam. Tegelijk met de werkgroep werd het Dokumentatiecentrum Homostudies, of Homodok opgericht en via het tijdschrift Homologie werd in 1984 een homo-lesbische boekhandel onder de naam Vrolijk geopend. Vanaf 1986 vond in Amsterdam tweemaal het International Gay & Lesbian Filmfestival Holland plaats, dat in 1996 werd opgevolgd door de Roze Filmdagen.
Vanuit de werkgroep homostudies werd in 1983 ook het eerste internationale homostudiescongres, Among Men, Among Women, georganiseerd. Zowel bij dit congres als bij de opleiding lag de nadruk op de sociaal-historische ontwikkeling van homoseksualiteit. Later kwamen er ook homostudies aan de universiteiten van Utrecht en Nijmegen, maar een eigen leerstoel homostudies is er in Amsterdam nooit gekomen. Na een gasthoogleraarschap in 1988 van de Amerikaanse historicus George Mosse, is er sinds 2002 een naar hem genoemde jaarlijkse lezing over homo/lesbische onderwerpen. In 1987 werd ook aan de Vrije Universiteit een wetenschappelijk congres over de betekenis van homoseksualiteit georganiseerd onder de titel Homosexuality, which homosexuality?.

### Homomuseum

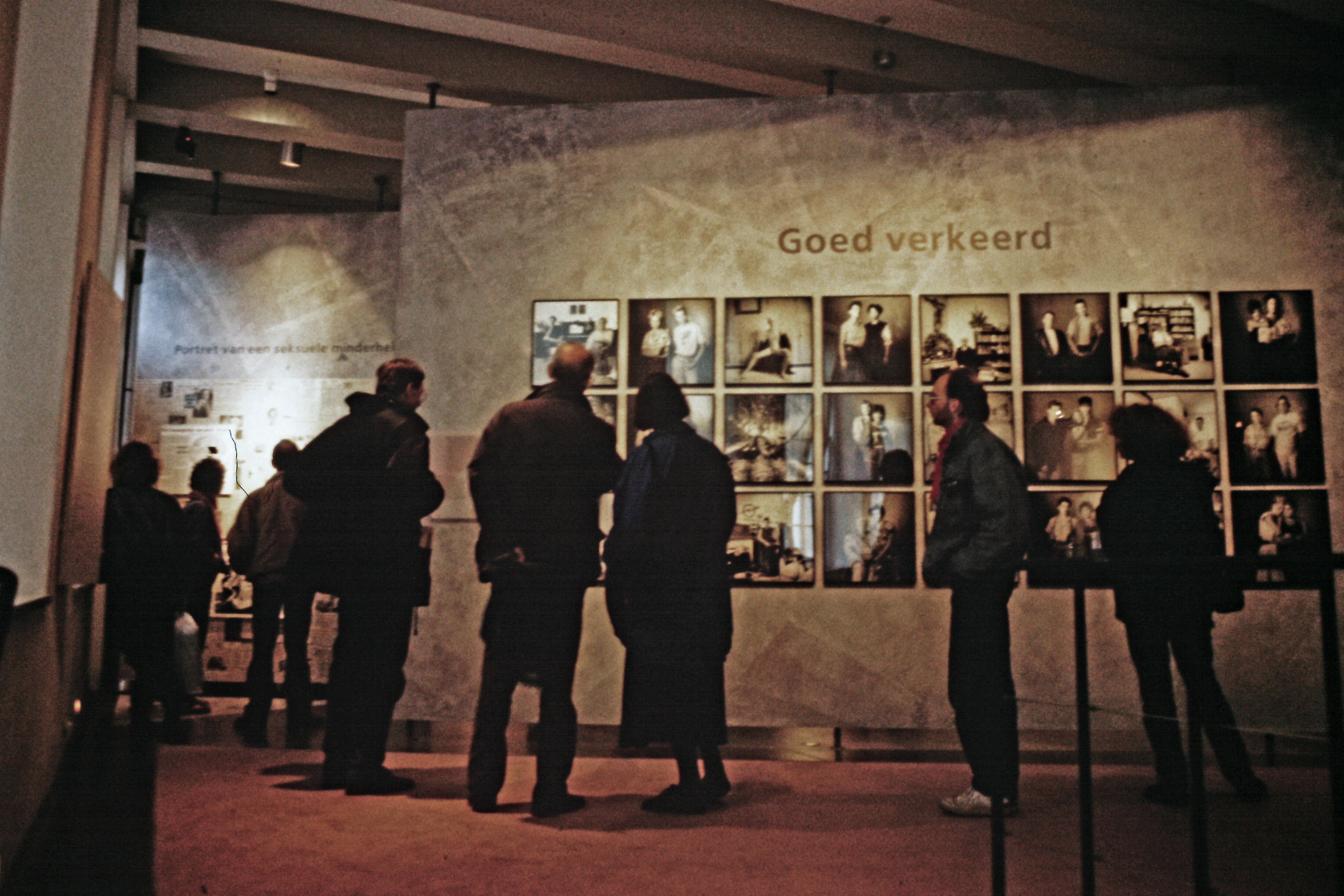
De tentoonstelling "Goed Verkeerd" in het Amsterdams Historisch Museum

In het Amsterdams Historisch Museum was van oktober 1989 t/m februari 1990 onder de naam "Goed verkeerd" de eerste tentoonstelling over de geschiedenis van homoseksuele mannen en lesbische vrouwen te zien. Om deze tentoonstelling een permanent vervolg te geven, pleitte gemeenteraadslid Bob van Schijndel voor de oprichting van een homomuseum. Vervolgens kwam de Stichting Album Amsterdam onder leiding van Gert Hekma met een plan voor een gelijknamig expositie- en informatiecentrum voor lesbische en homoseksuele cultuur.
Dit plan werd in september 1992 gepresenteerd tijdens de opening van een tentoonstelling over de geschiedenis van de homoseksuele kroegcultuur, die onderdeel was van het eerste homo-lesbische festival dat de stichting Gay And Lesbian Association (GALA) op het Homomonument organiseerde met als doel de stad aantrekkelijker te maken voor homotoeristen. Een ander middel daartoe was het idee om een soort kamer van koophandel voor homobedrijven op te richten. Dit werd in 1995 opgepakt door de stichting Gay Business Amsterdam (GBA), die ondernemers samenbracht en ter promotie de Amsterdam Gay Pride organiseerde. 
Daarentegen liet het homomuseum op zich wachten: in het jaar 2000 kwam Rob Tielman namens het COC met het plan om uit de gelden voor rechtsherstel van oorlogsslachtoffers een documentatiecentrum op te richten voor homo's die tijdens en na de Tweede Wereldoorlog vervolgd waren. Dit voornemen en ook enkele latere plannen kwamen niet van de grond. In juli 2023 kwamen COC, IHLIA en Workplace Pride met een plan voor een World Queer Museum, dat in 2026 geopend zou moeten worden als ook de WorldPride in Amsterdam zal plaatsvinden.

### Etnische minderheden
Vanaf eind jaren zeventig begonnen ook homo's uit etnische en religieuze minderheden zich te organiseren. Naast Sjalhomo (1979-2002) voor Joodse homo’s en lesbiennes en SuHo (1980-1985) voor Surinaamse homo's werd voor Marokkaanse en Turkse homojongeren de groep Strange Fruit (1989-2002) opgericht.
Naar aanleiding van de kritiek die Caraïbisch-Amerikaanse schrijfster Audre Lorde op het witte feminisme had, richtten Tania Leon, Gloria Wekker, Joice Spies en Tieneke Sumter in 1984 voor zwarte lesbische vrouwen de actiegroep Sister Outsider op, vernoemd naar de gelijknamige bundel van Audre Lorde. Sister Outsider organiseerde lezingen, feesten en literaire avonden, maar werd in 1987 al weer opgeheven. 

### Terugslag door Aids

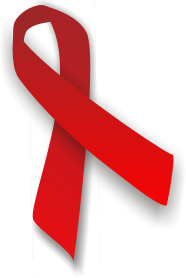
Symbool van de bestrijding van hiv en aids

Een tegenslag voor de homo-integratie was de ziekte aids, die vanaf 1983 ook in Nederland toesloeg. Met name in Amsterdam werd aids de belangrijkste doodsoorzaak voor homomannen tussen de 25 en 40 jaar, van wie enkele duizenden binnen korte tijd kwamen te overlijden. Binnen de homogemeenschap leidde dit tot sterkere onderlinge solidariteit, maar buitenstaanders zagen in deze nog onbekende en dodelijke ziekte een bevestiging van hun vooroordelen tegen homoseksuelen.
Doordat alle betrokken partijen zich al eerder met homoseksualiteit bezighielden, kon voor de bestrijding van aids snel een goede samenwerking van de grond komen tussen de overheid, de GG&GD, de Schorerstichting en de homobeweging. Hierdoor konden in Amsterdam de darkrooms en homosauna's open blijven, terwijl deze in San Francisco en New York aan strenge regels onderworpen of geheel gesloten werden. Daartegenover kwam er in de Amsterdamse gayscene uitgebreide voorlichting over veilig vrijen, waarbij met name de risicovolle anale seks werd afgeraden. Dit leidde in de tweede helft van de jaren tachtig tot safe sex-feesten die bijvoorbeeld door de groep Amsterdam Jacks in de Spijkerbar werden georganiseerd. Hierbij mochten de bezoekers elkaar alleen aftrekken, zodat deze feesten ook wel bekend stonden als jack-off parties.

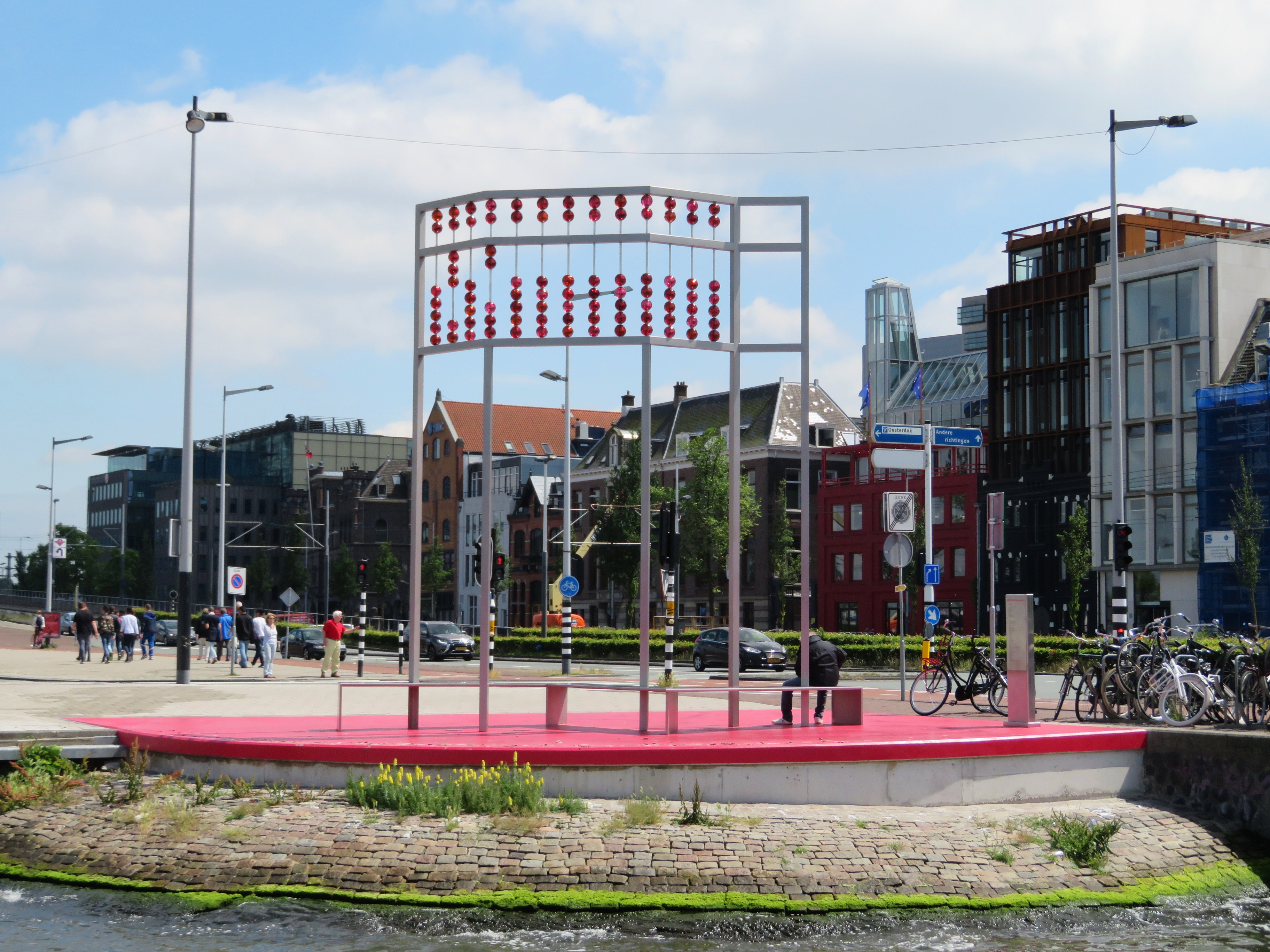
Het op 1 december 2016 onthulde Aidsmonument in Amsterdam

Ter bespreking van wetenschappelijk onderzoek op het gebied van aidsbestrijding vond in juli 1992 de achtste internationale aidsconferentie in de RAI plaats. Hieraan werd deelgenomen door zo'n 10.000 wetenschappers, farmaceuten, journalisten en actievoerders uit bijna 130 landen. In juli 2018 werd onder de naam AIDS2018 de 22e editie van deze conferentie opnieuw in Amsterdam gehouden en, naast talrijke onderzoekers en beleidsmakers, ook bijgewoond door onder meer prins Harry, Bill Clinton, Elton John, Conchita Wurst en prinses Mabel.
Op wereldaidsdag (1 december) 2016 was op De Ruijterkade het eerste aidsmonument in Europa onthuld, bestaande uit een reusachtig telraam naar ontwerp van de Franse kunstenaar Jean-Michel Othoniel.

### Politieke successen
Als eerste openlijke homoseksueel werd in 1980 Bob van Schijndel voor de PSP tot lid van de gemeenteraad gekozen. Als raadslid zette hij zich in voor homo's en prostituees en vanaf 1983 ook voor de realisering van het Homomonument. Na een lange periode van voorbereiding werd dit uiteindelijk op 5 september 1987 onthuld. Het was ontworpen door Karin Daan en bestaat uit drie roze driehoeken van graniet op de Westermarkt, aan de voet van de Westerkerk. Dit was wereldwijd het eerste vrijstaande homomonument in de openbare ruimte. 
Hoewel al sinds eind jaren 60 werd gepleit voor een burgerlijk homohuwelijk, waren het de remonstranten die in 1986 huwelijkssluiting ook voor paren van gelijk geslacht mogelijk maakten. Zodoende werd op 31 januari 1987 in de remonstrantse kerk Vrijburg in de Diepenbrockstraat het eerste kerkelijk huwelijk tussen twee mannen ingezegend.

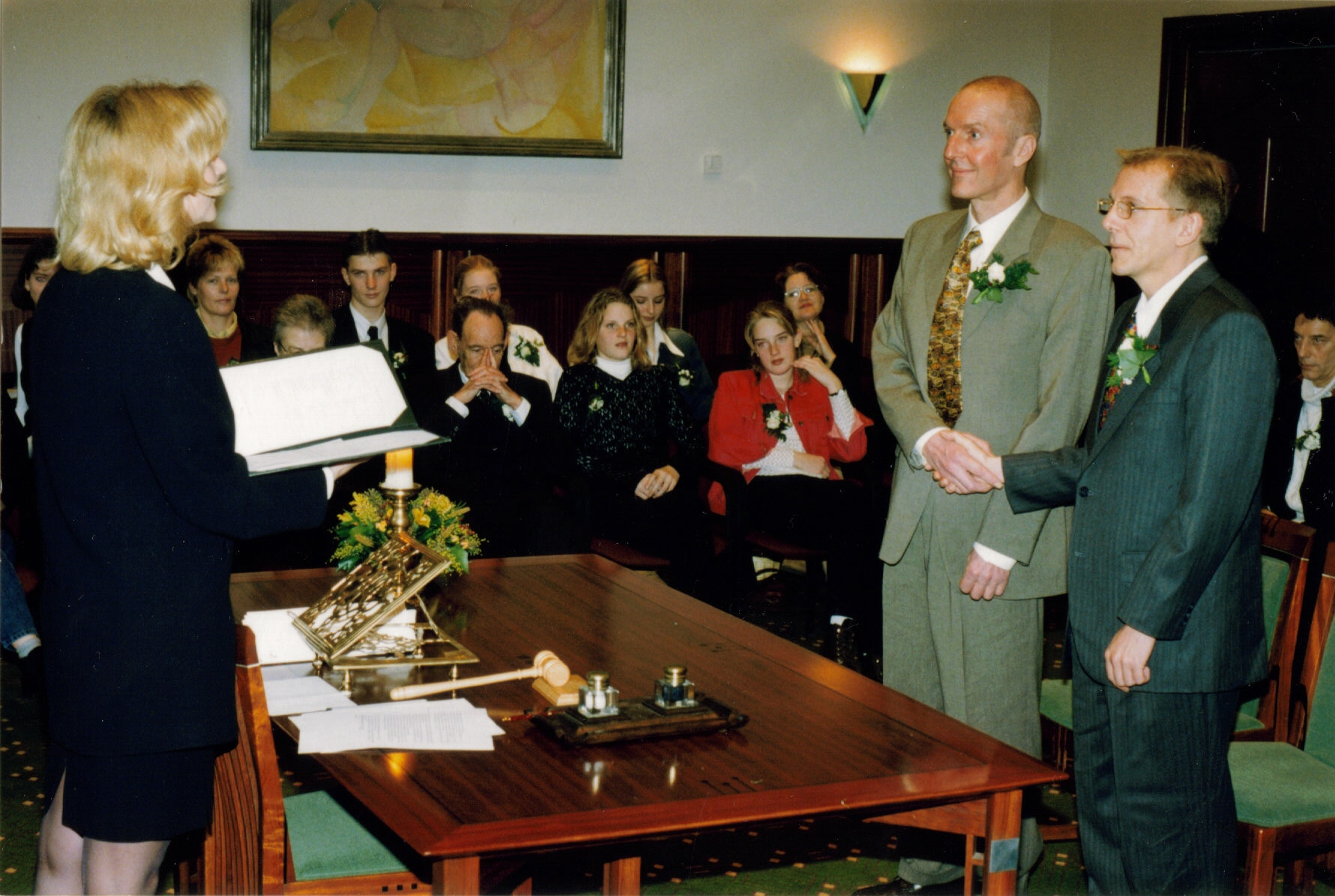
Een homohuwelijk in Amsterdam, in de eerste maand nadat het huwelijk daar werd gelegaliseerd.

Op 1 april 2001 werden door burgemeester Job Cohen de eerste paren van gelijk geslacht getrouwd. Dit was het allereerste homohuwelijk ter wereld. In 2009 woonden er net zoveel homoparen in Amsterdam als in de drie andere grote steden samen. De homo-emancipatie leek voltooid en het tolerante Amsterdam kreeg de titel Gay Capital van Europa.
Later bleek het eerste homohuwelijk een voorlopig laatste hoogtepunt te zijn geweest. In de jaren daarna was steeds vaker sprake van een toename van geweld en intolerantie jegens homo's en lesbiennes. Met name voor Amsterdam wordt dat vaak toegeschreven aan jongeren van Marokkaanse komaf of aan de islam, maar uit onderzoek is gebleken dat een (islamitische) geloofsovertuiging geen rechtstreekse aanleiding voor antihomoseksueel geweld is. Zowel bij autochtone als allochtone jongeren komt het met name voort uit machogedrag en de straatcultuur, waardoor zij een afkeer hebben van homo's die afwijken van traditionele rolpatronen.

## Ontwikkeling van de homohoreca
Naast de bovenbeschreven maatschappelijke emancipatie van homoseksuelen, kon door het liberale klimaat van Amsterdam ook een uitgebreide en gevarieerde homohoreca ontstaan, die al sinds de jaren vijftig homotoeristen vanuit de hele wereld aantrok.
Al in de 18e eeuw waren er in Amsterdam enkele herbergen waar homoseksuele mannen elkaar ontmoetten, de zogeheten lolhuizen. Vóór 1730 was dat met name Het Serpent van Jurriaan Bakbandt aan de toenmalige Vismarkt, waar ook mannen uit Haarlem, Leiden en Den Haag kwamen, alsmede de herberg van Jan Raetes van Riesenbeek in de Prinsenhofsteeg. Ook de herberg Kortenhoef aan de Vijzelstraat was vermoedelijk een dergelijk lolhuis.
Naast deze herbergen waren er sinds de 18e eeuw ook andere min of meer vaste plaatsen, zoals parken en de vaak onder bruggen gelegen urinoirs, waar mannen elkaar opzochten voor homoseksuele handelingen. Het openbare gemak onder de Munt deed bijvoorbeeld tot ver in de 20e eeuw alszodanig dienst en het Vondelpark tot op de dag van vandaag. Eind 19e eeuw waren er bovendien diverse bordelen, bier- en koffiehuizen waar homoseksuelen elkaar opzochten.

### Eerste helft van de 20e eeuw

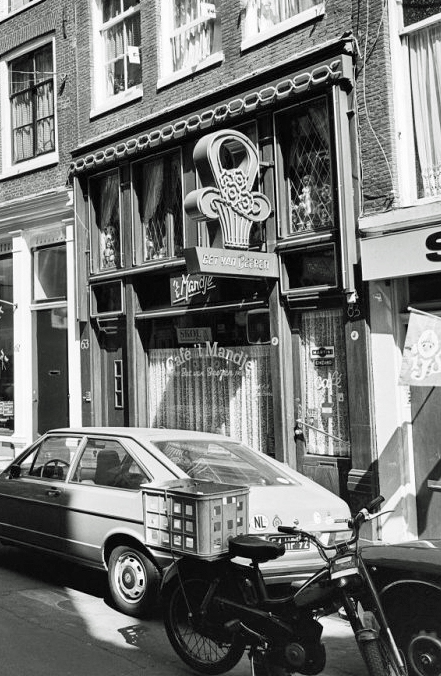
Café 't Mandje aan de Zeedijk (foto uit 1976).

Een notoire uitbater van jongensbordelen was Adrianus Kakebeen, die tussen 1895 en 1920, na het uitzitten van een gevangenisstraf, telkens weer opnieuw begon als bordeelbaas in achtereenvolgens de Paardenstraat, de Saenredamstraat, de Grote Bickerstraat en aan het Singel. Zijn praktijken droegen mede bij aan de invoering van de nieuwe zedelijkheidswet met art. 248-bis in 1911. In de Paardenstraat was nog tot 2015 een kroeg waar zich zogeheten business (bisnis) boys uit met name Oost-Europa ophielden.

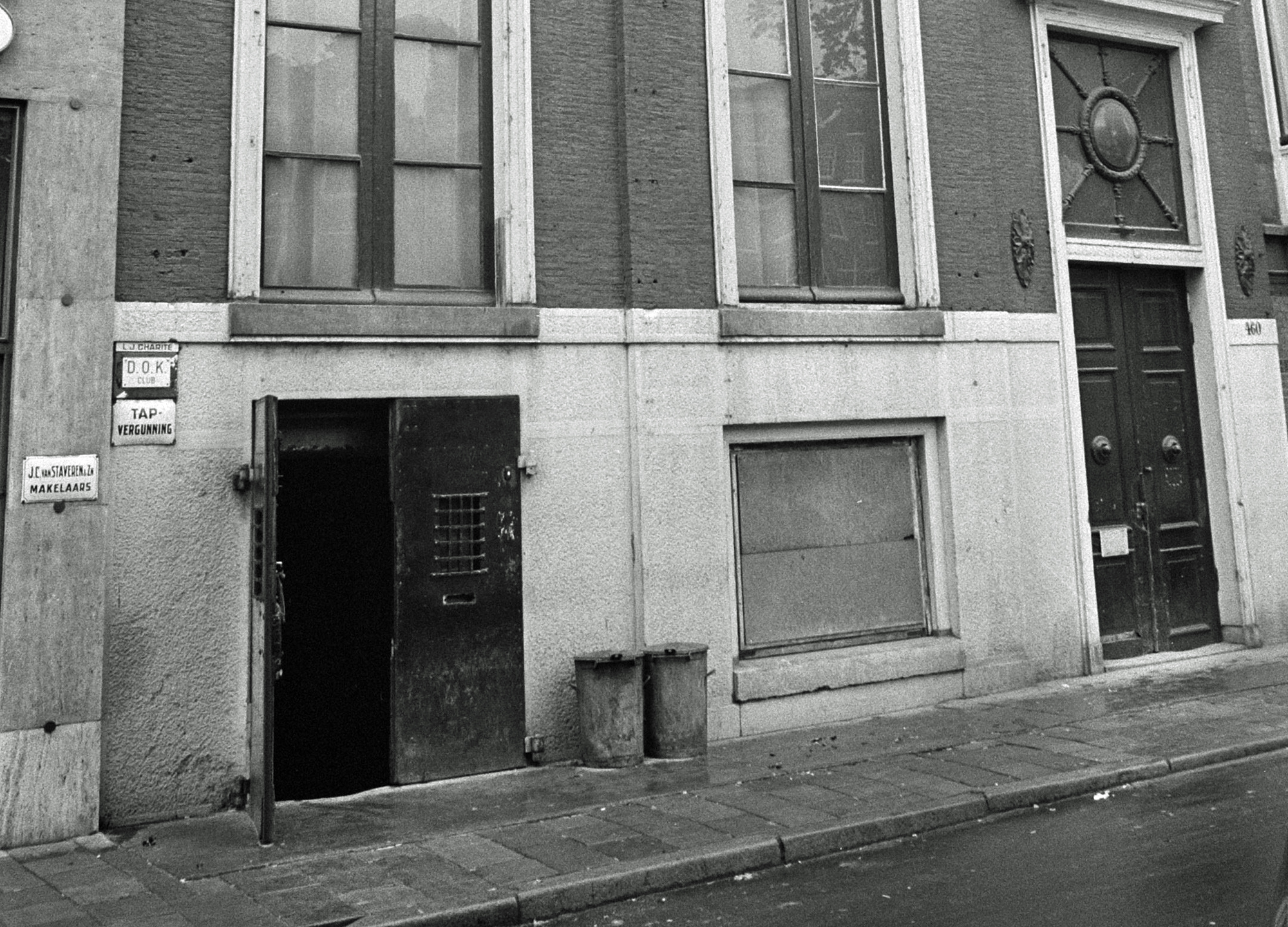
De ingang (links) van homodiscotheek De Odeon Kelder aan het Singel (foto uit 1972)

In de eerste helft van de 20e eeuw waren er ongeveer vijf zaken die als specifieke homobar golden. Dat werden (nichten)kitten genoemd. De bekendste daarvan was The Empire aan de Nes 17, die al in 1911 alszodanig bekendstond. De Amsterdamse politie hield deze zaken echter goed in de gaten en wanneer er te veel "verwijfde" homomannen kwamen werden de vergunningen ingetrokken. Een bar waar een heel gemengd publiek van homoseksuele mannen en vrouwen, hoeren en zeelui kwamen was het in 1927 geopende café 't Mandje aan de Zeedijk 63.

### Doorbraak in de jaren 50
De grote doorbraak kwam in de jaren vijftig, toen er in snel tempo steeds meer homo-bars en -dancings bij kwamen. Daardoor gingen homo's hun (seksuele) contacten steeds minder op straat en meer in de nieuwe uitgaansgelegenheden zoeken. Ook de politie had voortaan liever dat homo's dat achter gesloten deuren deden, dan op straat, waar het problemen of aanstoot kon geven.
De twee grootste trekpleisters waren het DOK en De Schakel, waarmee de homogemeenschap beschikte over twee van de destijds zeer schaarse nachtvergunningen. Het DOK, oftewel De Odeon Kelder was de sociëteit die het COC in 1952 aan het Singel 460 was begonnen en onder leiding van Lou Charité, de eerste en grootste homodiscotheek van het na-oorlogse Europa werd. Het COC had inmiddels aan de Korte Leidsedwarsstraat 49 een vergelijkbare nieuwe dancing geopend onder de naam De Schakel. Hoe populair deze zaken waren blijkt uit het feit dat alleen al het aantal buitenlandse bezoekers aan De Schakel steeg van 3972 in 1958 naar 5802 in 1960.
Als verbindingsroute tussen deze beide dansgelegenheden fungeerde de Leidsestraat ook als plek waar mannen konden flaneren om, al dan niet tegen betaling, seksueel contact te maken. Onder homo's had de Leidsestraat daarom de bijnaam Rue de Vaseline, die later ook wel werd toegepast op de Reguliersdwarsstraat.

### Homoseksuele subculturen
Voor homoseksuele vrouwen (lesbiennes) waren er aanmerkelijk minder uitgaansvoorzieningen dan voor homomannen. Een plek waar zij al vroeg terechtkonden was het gemengde café 't Mandje aan de Zeedijk, na de oorlog gevolgd door sociëteit De Schakel van het COC, al waren daar de mannen ver in de meerderheid. Het eerste exclusieve vrouwencafé was Tabu, dat van 1970-1977 gevestigd was in de Leidsekruisstraat. Dit werd opgevolgd door het nog steeds bestaande café Saarein, dat lange tijd gesecondeerd werd door Vivelavie. Daarnaast waren er ook enkele disco's die op lesbische vrouwen gericht waren: Homolulu, Labyrinth en YouII.

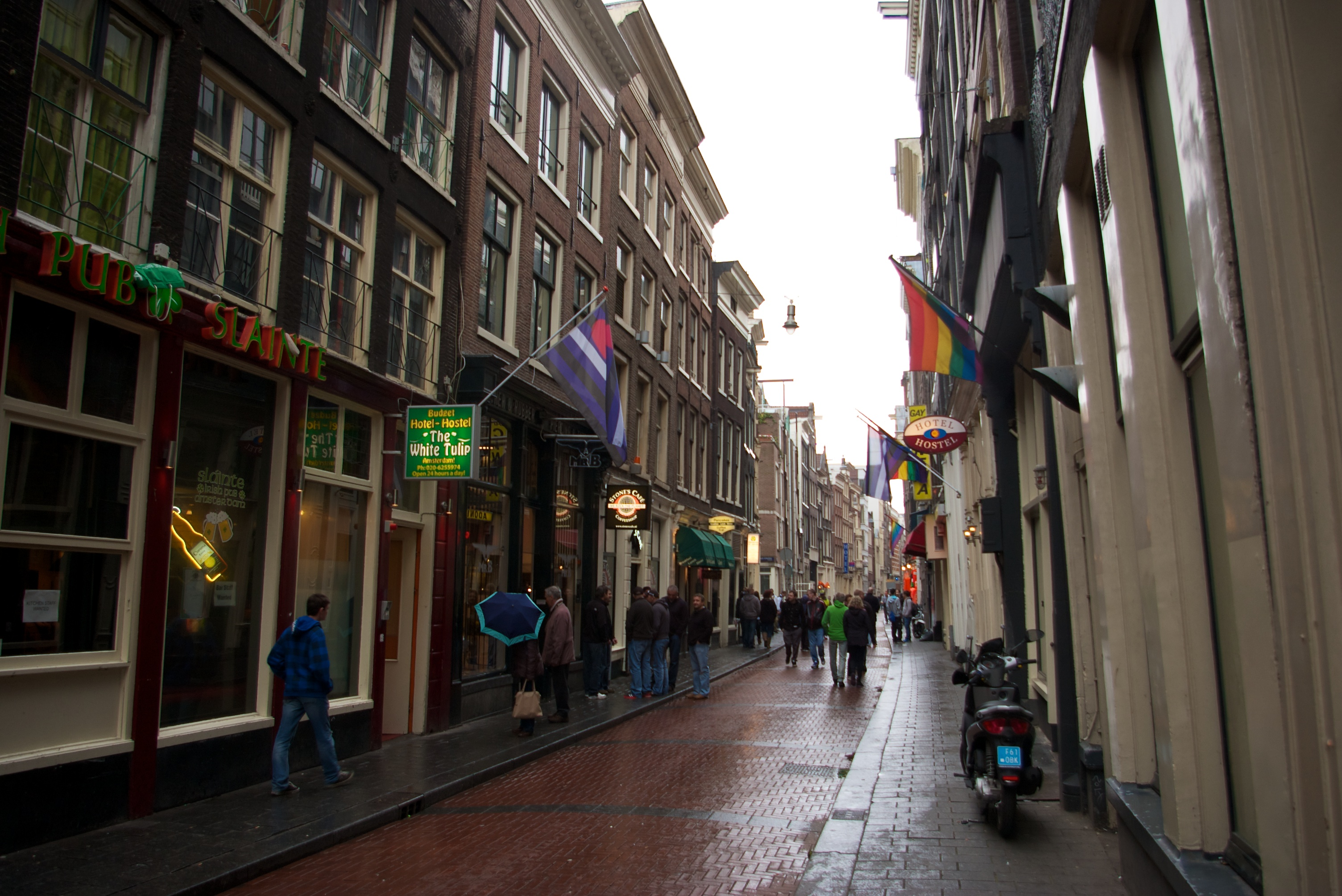
De Warmoesstraat met de leerbars en -winkels herkenbaar aan de vlaggen

De leercultuur van homo's met een leerfetisj deed zijn intrede uiterlijk in 1957, toen Hotel Tiemersma in de Warmoesstraat geopend werd. Als een dependance werd in 1965 de leerbar Argos geopend in de Heintjehoeksteeg. Deze buurt, vlak achter De Wallen, waar zich een concentratie van heteroseksuele prostitutie bevindt, is sindsdien het centrum van de Amsterdamse leatherscene. Rondom de leerbars vindt sinds 1996 jaarlijks, in het laatste weekend van oktober, de Amsterdam Leather Pride plaats.
In de Kerkstraat was al in 1951 Hotel Unique (later The Golden Bear) geopend als eerste van meerdere homohotels, -bars, -discotheken en een homosauna. Hiervan resteert alleen nog de vroegere leerbar Spijker. Het aantal nieuwe homozaken nam toen dermate snel toe, dat in 1965 sensationele krantenberichten meldden dat er iedere week vliegtuigladingen homoseksuelen naar Amsterdam zouden komen. Dat gemeente en politie daarom paal en perk zouden willen stellen aan het aantal homobars bleek bij nader inzien (eveneens) niet waar. Gelegen halverwege het DOK en De Schakel gold de Kerkstraat vanaf de jaren zestig als dé homostraat van Amsterdam. Begin jaren tachtig werd deze positie overgenomen door de Reguliersdwarsstraat.

### Bloei in de jaren 80 en 90
In die straat opende in 1970 Coffeeshop Downtown als eerste openlijke homocafé van de stad. Deze zaak werd eind 1979 overgenomen door Frans Monsma en Guus Silverentand, die in 1981 even verderop in de Reguliersdwarsstraat café April openden. Dit werd een van de beroemdste homocafés van Amsterdam en genoot alszodanig wereldwijde bekendheid. Vandaaruit werden spraakmakende feesten georganiseerd, zowel op straat, als in discotheek Flora Palace in de Amstelstraat (de latere iT), dit naast de feesten die vanouds op Koninginnedag door de homohoreca georganiseerd werden.
In 1982 waren er in Amsterdam 62 bars en cafés, 4 sauna's, 10 restaurants, 14 hotels en 10 sekshuizen gericht op homoseksuelen. Dit was een kwart van het totale aantal homo-ontmoetingsplaatsen in Nederland. Anders dan elders in het land is deze hoofdstedelijke homohoreca meer op toeristen gericht en meer commercieel van aard.
Vanaf eind jaren 80 tot eind jaren 90 werd de voorhoede van het homo-uitgaansleven gevormd door Danscafé Havana in de Reguliersdwarsstraat en de discotheken RoXY aan het Singel en de iT van Manfred Langer in de Amstelstraat. De zeer extravagante feesten in deze disco's trokken homo's en hetero's vanuit binnen- en buitenland naar Amsterdam. Het Franse blad Gai Pied riep Amsterdam in 1989 dan ook uit tot Gay Capital van Europa. Speciaal voor travestie-optredens was er sinds 1997 café De Lellebel. 

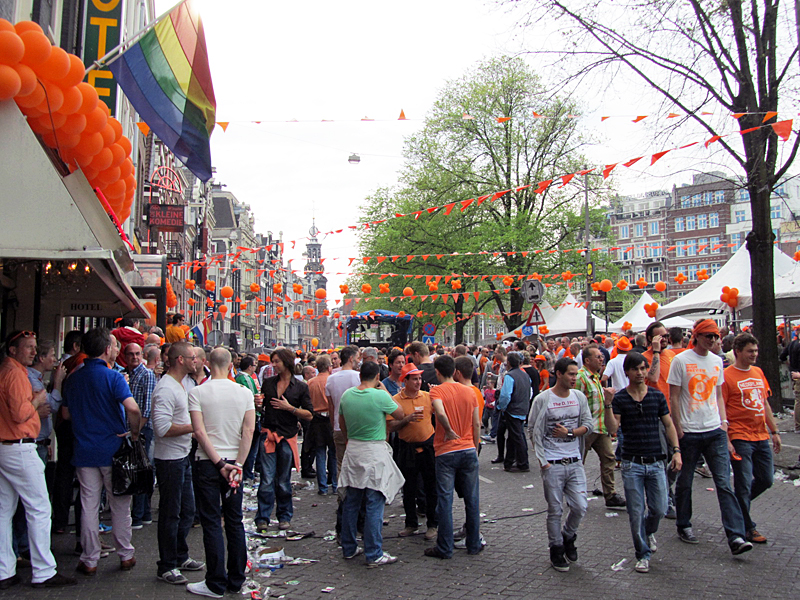
Straatfeest bij de homocafés langs de Amstel, ter gelegenheid van Koninginnedag (hier op 30 april 2012)

De trendy uitgaansgelegenheden in de Reguliersdwarsstraat trokken vanaf de jaren negentig tevens homo- en biseksuele mannen van Surinaamse en Antilliaanse en wat later ook van Turkse en Marokkaanse afkomst. Een andere uiting van de stille emancipatie van allochtone homo's was de opening in 2001 van het eerste Arabische homocafé, Habibi Ana in de Lange Leidsedwarsstraat, dat in datzelfde jaar ook meevoer in de Canal Parade van de Amsterdam Gay Pride.
Minder groots en internationaal, maar meer lokaal en volks van karakter waren de homocafés langs de Amstel, met als bekendste de in 1964 door Ad van Besouw geopende Amstel Taveerne. In dezelfde sfeer kwam vanaf 2001, rond café The Queen's Head, het noordelijke deel van de Zeedijk op als homostraat, waar in 2008 ook café 't Mandje na 25 jaar weer heropend werd. De nieuwe zaken aan de Zeedijk sloten echter rond 2015 weer en vanaf 2010 verdwenen een voor een ook de homocafés langs de Amstel. Als laatste sloot daar in 2024 de opvolger van de Amstel Taveerne.
In 2011 telde Amsterdam 38 cafés (36 homo, 2 lesbisch), 3 clubs, 2 sauna's, 1 seksclub, 13 (seks)winkels, 6 restaurants en 11 hotels gericht op homoseksuelen.

## Amsterdam Gay Pride
Voor het eerst sinds 1980 vond in 1994 de Roze Zaterdag weer in Amsterdam plaats. Dit viel samen met de derde EuroPride, die door ca. 67.000 bezoekers werd bijgewoond. De Europride werd echter een financieel debacle en de rijdende stoet van versierde opleggers werd door menigeen aanstootgevend gevonden. Dit gold ook voor de jaarlijkse (heteroseksuele) Wasteland-parties die vanaf 1994 vanuit discotheek Richter in de Reguliersdwarsstraat werden gehouden en waarbij vanaf de straat expliciet seksuele activiteiten te zien waren.

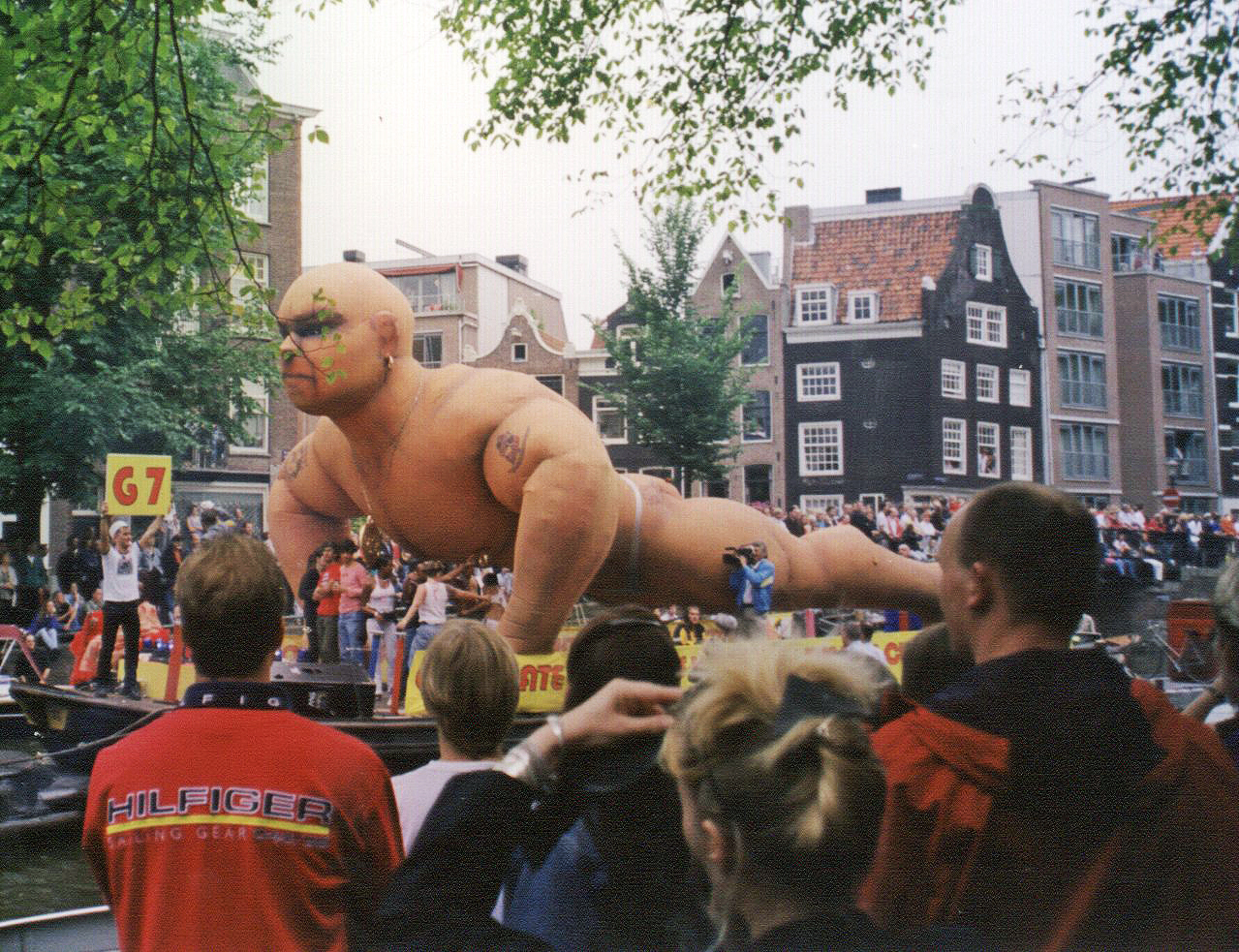
De Canal Parade voorafgaand aan de Gay Games in 1998.

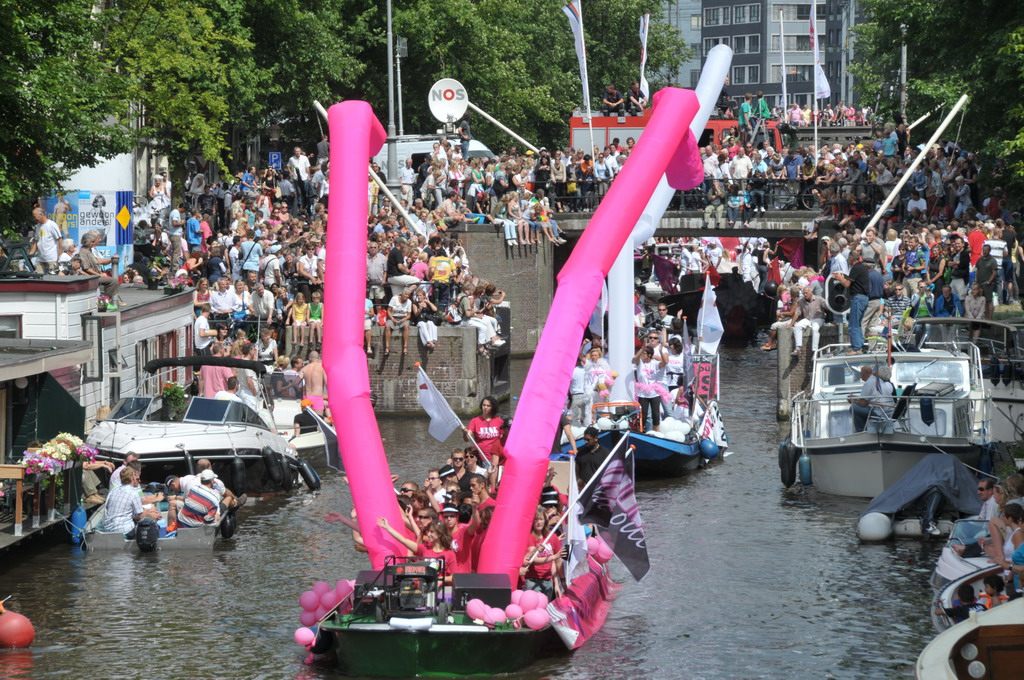
Versierde boot tijdens de Canal Parade van de Gay Pride 2008

Om de goede naam en faam van Amsterdam als homohoofdstad hoog te houden werd in 1996 eerstmaals de Amsterdam Pride gehouden. Deze was bedacht en georganiseerd door Gay Business Amsterdam (GBA) onder leiding van Siep de Haan. Anders dan Gay Pride Parades elders in de wereld, was die in Amsterdam ook niet bedoeld als demonstratie of protest, maar puur als feest om de vrijheid en diversiteit te vieren. Om het een feest voor iedereen te laten zijn moesten de deelnemers aan de botenparade zich wel enigszins decent gedragen.

### Gay Games 1998
Tegelijk met de Gay Pride vond van 1 t/m 8 augustus 1998 ook de vijfde editie van de Gay Games in Amsterdam plaats. De openingsceremonie werd gehouden in de toen net nieuwe Amsterdam ArenA en werd door bijna 1 miljoen mensen op televisie gevolgd. Aan 29 verschillende sportdisciplines deden zo'n 14.000 deelnemers uit de hele wereld mee en met in totaal ca. 250.000 bezoekers was dit het grootste homo-evenement dat tot dan toe in Nederland was gehouden.
Na het succes van de Gay Games werden ook aan de jaarlijkse Amsterdam Gay Pride sport- en culturele activiteiten toegevoegd. Dit naast de straatfeesten en de carnavaleske botenparade, de Canal Parade. Het bezoekersaantal daarvan liep in de loop der jaren op tot enkele honderdduizenden, waarmee dit een van de grootste openluchtevenementen van de stad is geworden.

### ProGay
In 2006 werd de organisatie van de Gay Pride overgenomen door de stichting ProGay onder leiding van Frank van Dalen, waarna dit evenement niet alleen een commerciëler, maar ook een meer politiek karakter kreeg en daarmee een pendant van de Roze Zaterdag is geworden. Van 2008 t/m 2012 organiseerde ProGay bovendien in december een Pink Christmas. In 2014 werd de vergunning voor het organiseren van de Gay Pride verleend aan de nieuw opgerichte stichting Amsterdam Gay Pride (AGP).

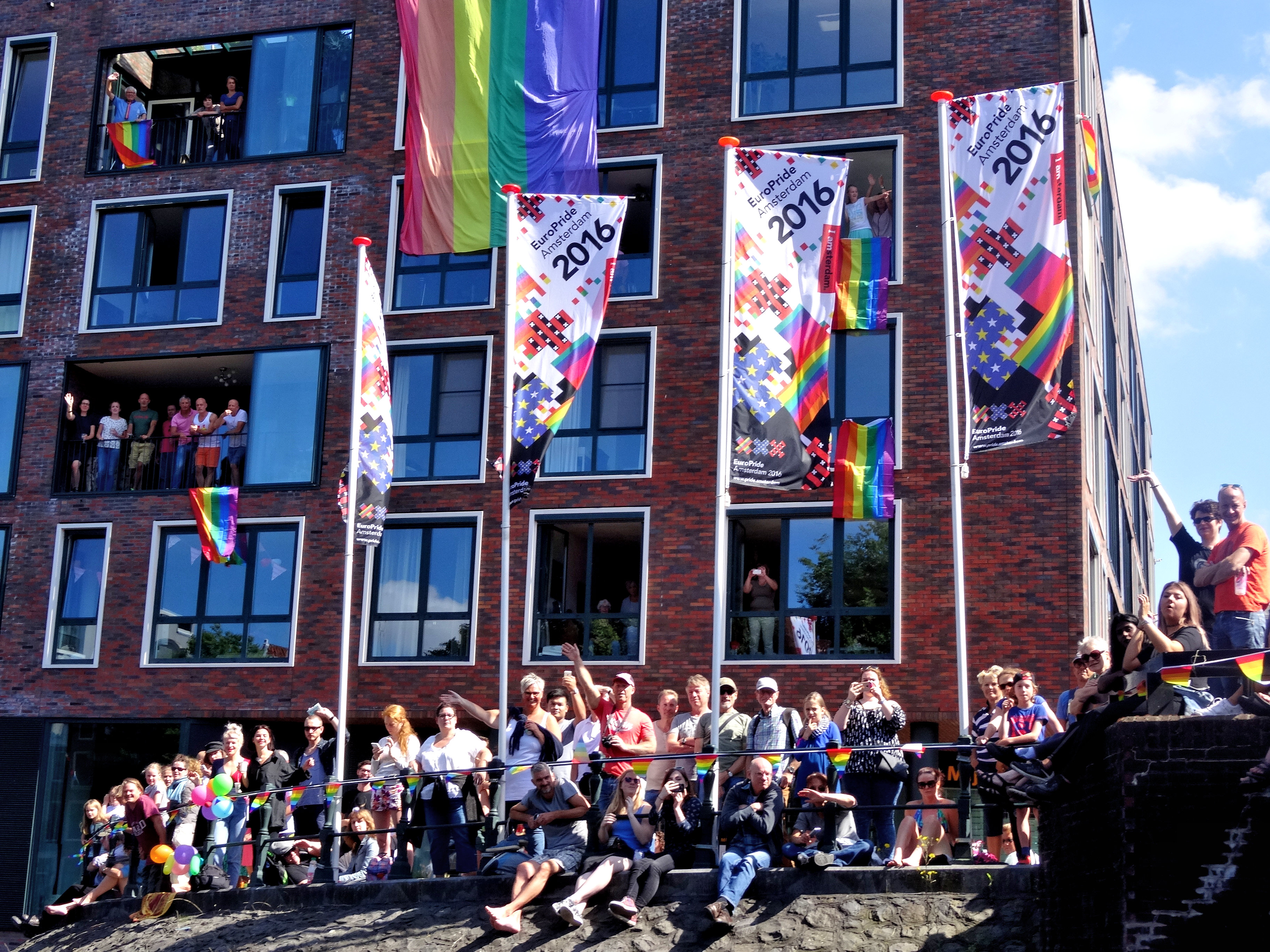
Vlaggen voor EuroPride 2016 langs de route van de Canal Parade

### EuroPride 2016

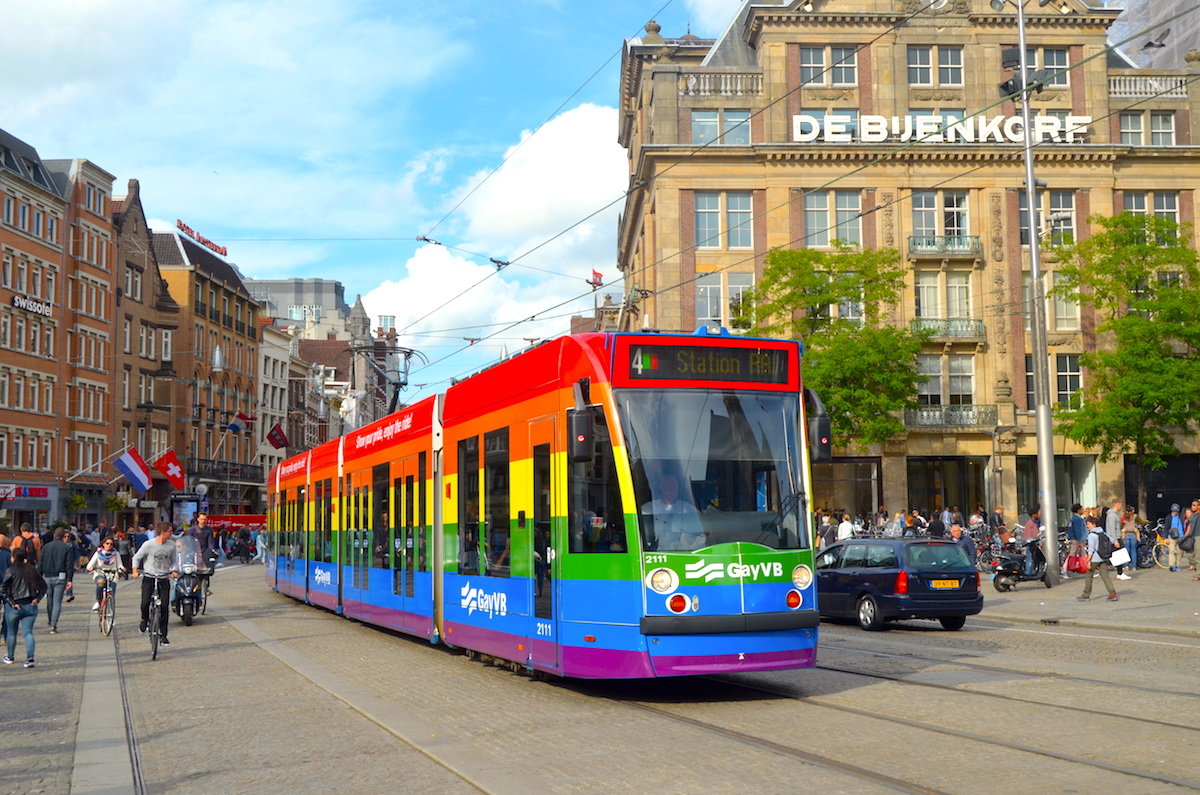
GayVB Combino-tram 2118 in Regenboogkleuren op de Dam; 18 augustus 2017.

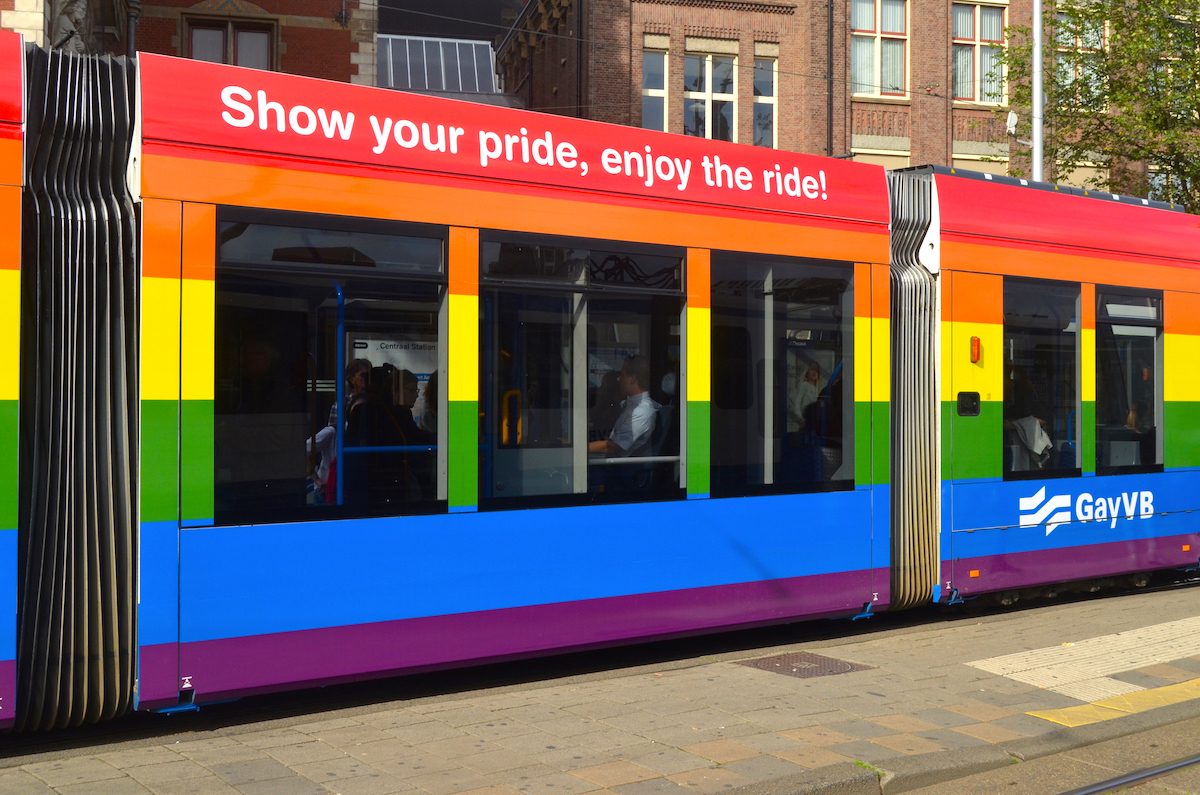
Show your pride op GayVB Combino-tram 2118 in Regenboogkleuren; 18 augustus 2017.

In 2016 was na 22 jaar de Roze Zaterdag weer terug in Amsterdam en samen met de reguliere Amsterdamse Gay Pride gebeurde dat ook deze keer weer onder de titel EuroPride. Het werd gevierd met een twee weken durend programma dat op 23 juli begon met de Roze Zaterdag en een extra grote Pride Walk. Dit eindigde voor het eerst met een groot feest op de Dam. In het weekend van 30 en 31 juli was er een dubbele editie van het openminded festival Milkshake in het Westerpark en op zaterdag 6 augustus vond ten slotte de jaarlijkse Canal Parade plaats, die circa 560.000 bezoekers trok. Gedurende de twee weken van de EuroPride waren er tal van activiteiten, waaronder de "Shakespeare Club" in het Amsterdam Museum, waarmee de COC haar 70-jarig bestaan vierde.
Een aantal activiteiten werden in de volgende jaren herhaald, zoals de 'Pride Walk' (tussen Homomonument en Vondelpark), 'Pride Park' (festival in het Vondelpark) aansluitend op de Pride Walk, waarmee de laatste zaterdag van juli in Amsterdam het karakter kreeg van een jaarlijkse 'Amsterdamse Roze Zaterdag'. Ook de 'Shakespeare Club' werd in de volgende jaren wegens succes herhaald.

### Nieuwe opzet met twee organisaties
In 2023 wordt het evenement georganiseerd van 22 juli tot en met 6 augustus onder de titel 'Queer & Pride Amsterdam'. Twee organisaties nemen elk de helft van het programma voor hun rekening. De ene week (1 t/m 6 augustus) wordt door de bestaande organisatie Stichting Pride Amsterdam (SPA) georganiseerd, waaronder diverse feesten en de traditionele botenparade, de andere week (22 juli t/m 28 juli) wordt door Queer Amsterdam (QA) georganiseerd, een nieuwe organisatie waaraan elf verschillende lgbtiq-organisaties deelnemen en die een meer activistische benadering heeft van de Pride Week. Ook gemarginaliseerde groepen zouden hierin een (groter) aandeel kunnen krijgen. De jaarlijkse Pride Walk naar het Queer Park (Vondelpark) wordt door Queer Amsterdam georganiseerd. Ook activiteiten buiten het centrum van Amsterdam, zoals in Nieuw-West en Zuidoost, staan op het programma.

### WorldPride in Amsterdam in 2026
Op 4 november 2022 werd bekendgemaakt dat de WorldPride in 2026 naar Amsterdam komt. De WorldPride werd voor het eerst in 2000 gevierd in Rome en vindt sinds 2012 elke twee à drie jaar plaats. Meer nog dan reguliere Pride-feesten staat het houden van de WorldPride garant voor honderdduizenden bezoekers van over de hele wereld. Dikwijls is het het grootste lgbtiq-evenement van het jaar. De editie van 2019, in New York, trok ruim 4 miljoen mensen.

### Andere prides
Naast de algemene Amsterdam Gay Pride worden er, door andere partijen, ook de volgende andere prides georganiseerd:
- Amsterdam Leather Pride - sinds 1996 jaarlijks in het laatste weekend van oktober[54]
- Amsterdam Fetish Pride - sinds 2013 elk jaar medio mei[55]
- Bear Pride - sinds 2014 elk jaar in maart[56]
- Black Pride - sinds 2021 elk jaar in juni

## Terugval als homohoofdstad
Hoewel de Gay Pride nog altijd een succesvol evenement is en Amsterdam een groot en gevarieerd aanbod van homohoreca en homofeesten heeft, wordt algemeen aangenomen dat de stad haar positie als Gay Capital sinds het eind van de jaren 90 geleidelijk aan is kwijtgeraakt aan steden als Barcelona, Londen en Berlijn. Daar zijn de uitgaansvoorzieningen vaak moderner, grootschaliger en worden creatieve initiatieven minder door regelgeving belemmerd dan in Amsterdam, dat door zijn vroege bloei nu last ondervindt van de wet van de remmende voorsprong.
Daar kwam bij dat in 2010 onverwacht een hele reeks bekende homo-uitgaansgelegenheden sloten. In de Warmoesstraat werd in juli 2010 de cruiseclub Cockring van gemeentewege gesloten wegens de vondst van harddrugs en moesten in december de leerbars The Eagle en Dirty Dicks sluiten na een brand en het overlijden van de eigenaar. Voorts gingen in de loop van 2010 in de Reguliersdwarsstraat een voor een de grote homozaken Exit, April, Soho en ARC dicht als gevolg van het faillissement van horecamagnaat Sjoerd Kooistra. Met de sluiting van De Engel en De Engel Next Door werd in 2015 ten slotte ook het aantal homocafés rond de bocht van de Zeedijk gehalveerd. In 2015 waren er in Amsterdam nog 24 cafés (22 homo, 2 lesbisch), 3 clubs, 1 sauna, 1 seksclub, 12 (seks)winkels, 4 eetgelegenheden en 4 hotels speciaal gericht op homoseksuelen.
Sinds een aantal jaar is Amsterdam ook niet meer de homohoofdstad op gebied van tolerantie, al een langere tijd neemt de onveiligheid toe voor homoseksuelen. Ook hand in hand lopen tussen twee mannen of twee vrouwen is niet meer zo acceptabel als jaren geleden. Uit een onderzoek uit 2021 van de gemeente Amsterdam bleek dat veel lhbti-belagers tieners zijn met een ‘niet-Nederlandse’ achtergrond.
Een nieuwe vorm van intimidatie is het in brand steken of anderszins vernielen van een regenboogvlag, wat zich in de loop van 2023 in de Churchill-laan, in Bos en Lommer, in de Kolenkitbuurt en in het Centrum voordeed. Na een dergelijk incident hingen vaak tientallen buurtbewoners uit solidariteit eveneens een regenboogvlag uit. In Oostzanerwerf werd in september 2023 voor de veiligheid cameratoezicht ingesteld.

### Gemeentelijke plannen

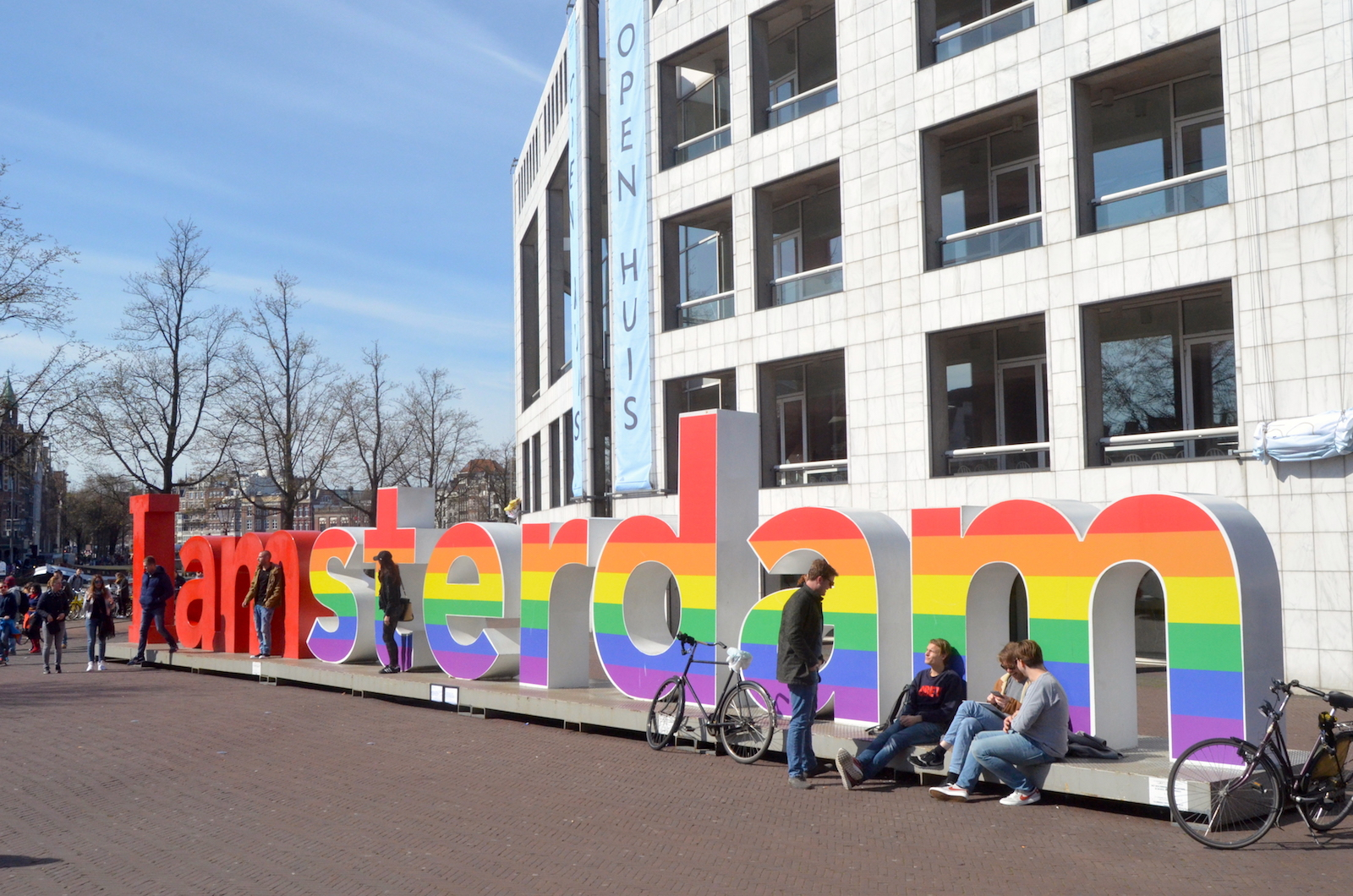
I amsterdam in Regenbooguitvoering bij de Stopera; april 2016.

In een poging het tij te keren zijn er met name vanuit de gemeente en de lokale politiek diverse initiatieven en plannen gelanceerd om Amsterdam weer als 'homohoofdstad' op de kaart te zetten. Zo ondertekende Amsterdam in 2008 de zgn. koploperovereenkomst, waarbij de vier grootste steden zich verplichten om discriminatie, intimidatie en geweld tegen homoseksuelen krachtig te bestrijden en homoseksualiteit bespreekbaar te maken. Alszodanig is Amsterdam een van de steden die de titel Regenboogstad voeren.
Meer concreet bevorderde het Amsterdamse stadsbestuur de heropening van de grote homocafés in de Reguliersdwarsstraat en de oprichting van ondernemersverenigingen in de verschillende homostraten, werd een portaalwebsite voor Gay Amsterdam gepland en werd middels een subsidie het eerste openluchtfestival voor mensen van alle seksuele voorkeuren mogelijk gemaakt. Dit laatste was het enige blijvende resultaat, want onder de naam Milkshake vond dit festival sinds 2012 elk jaar plaats in het Westerpark. Tegelijkertijd leek de gemeente haar ambities bij te stellen door Amsterdam niet meer voor te stellen als een Gay Capital, maar als een aantrekkelijke Gay Destination.

### Groeisectoren

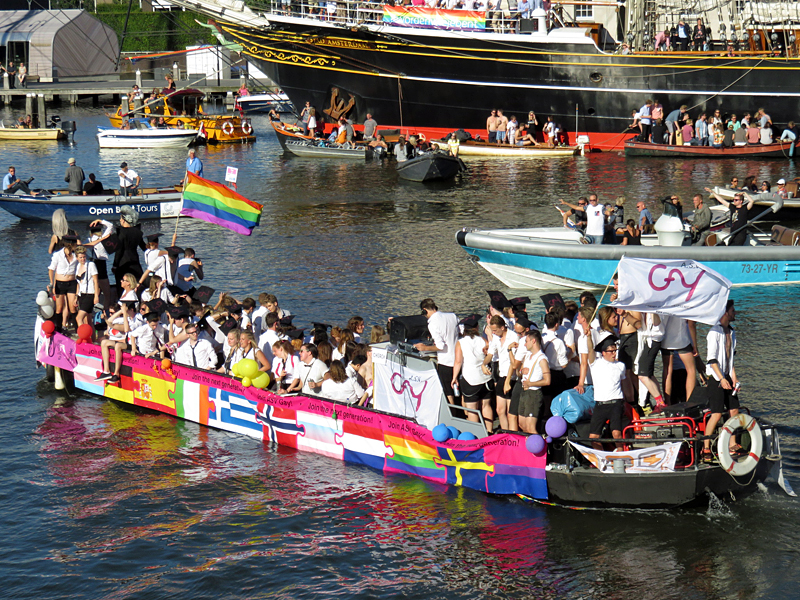
Boot van lhbt-studentenvereniging ASV Gay tijdens de Canal Parade van de Amsterdam Gay Pride in 2016

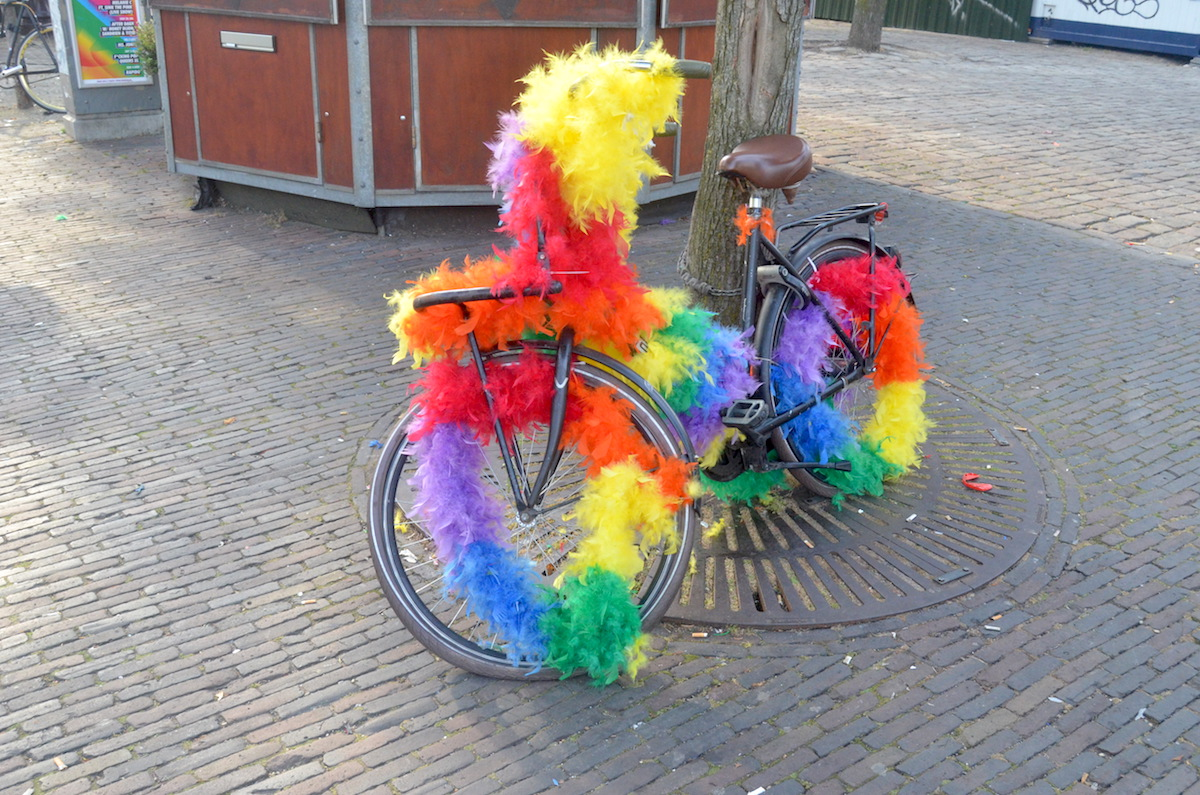
Regenboogfiets op de Westermarkt, nabij het Homomonument.

Ondanks deze plannen werden al in de loop van 2012 in totaal acht homobars in de stad gesloten, waaronder de drie grote homocafés die nog geen jaar eerder in de Reguliersdwarsstraat heropend waren. Tegengesteld aan de trend bij de homobars, werd de in 2010 opgerichte lhbt-studentenvereniging A.S.V. Gay de snelstgroeiende studentenvereniging van Amsterdam.
Een groei is ook te zien bij de showtravestie, die een impuls kreeg door de populaire Amerikaanse talentenjachtshow RuPaul's Drag Race, die sinds 2009 wordt uitgezonden. In navolging van andere steden ontstonden mede hierdoor ook in Amsterdam diverse zogeheten "drag-huizen". Dit zijn kleine groepen van jongere travestie-artiesten onder leiding van een ervaren oudere "drag-moeder". In Amsterdam waren er begin 2015 ongeveer 10 van dergelijke drag-huizen, met het House of Hopelezz als bekendste voorbeeld.
In april 2015 presenteerde het nieuwe stadsbestuur onder de naam Roze Agenda haar lhbti-beleid voor de jaren 2015 t/m 2018, met als oogmerk een "veilige, open en internationaal aantrekkelijke roze stad". Enkele specifieke aandachtspunten zijn voorlichting op scholen en de instelling van een centraal veiligheidsloket waar lhbti-mensen met vragen terechtkunnen. Ook werd extra geld vrijgemaakt voor de EuroPride.
Netwerken van lhbt-werknemers van bedrijven zijn sinds 2012 verenigd in Workplace Pride, dat in 2016 het initiatief nam tot de Verklaring van Amsterdam die 10 punten omvat om tot een lhbt-vriendelijke bedrijfscultuur te komen. Anno 2023 is deze verklaring door 26 bedrijven, organisaties en universiteiten ondertekend.
In 2014 vond, naast de algemene Pride Amsterdam, voor het eerst ook een Trans Pride plaats, georganiseerd voor en door transgender personen. In 2018 werd door Naomie Pieter en Wigbertson Julian Isenia Black Queer & Trans Resistance opgericht die op 25 juli 2020 op het Museumplein de eerste Black Pride NL organiseerde. Als overkoepelende term voor de kleinere groepen binnen de lhbt-gemeenschap kwam steeds meer de term queer in gebruik en in juli 2021 werd door 22 queerorganisaties het Queer Network Amsterdam opgericht.